# Alan Watt (écrivain)
Pour les articles homonymes, voir Watt (homonymie).
Alan Watt, né en 1965 à Aberdeen en Écosse, et naturalisé canadien, est un peintre, un acteur, un scénariste et un auteur de roman policier.

## Biographie
Né en Écosse, il n'a que 3 ans quand ses parents s'installent au Canada. Le jeune Alan passe son enfance à Guelph, en Ontario, dans une ferme vouée à la culture de la fraise.
Il commence à peindre dès l'adolescence et s'inscrit au Otis College of Art and Design de Los Angeles. Exposées dans plusieurs galeries réputées, ses toiles, surtout peintes à l'huile, utilisent parfois d'autres matières pour accuser des contrastes ou intégrer des mots écrits et répéter sur la surface.
Il amorce en parallèle une carrière d'humoriste et donne des stand-up en tournée dans toute l'Amérique du Nord. Après avoir déménagé à Los Angeles, il apparaît notamment dans Une histoire à la gomme (The Gum), l'épisode 10 de la 7e saison du sitcom américain Seinfeld dans le rôle d'un vendeur de hot-dog. En fait, à Hollywood, il travaille surtout comme scénariste. À partir de 1998, il est également professeur et donne des ateliers d'écriture pendant la session d'été de l'Université de Californie à Los Angeles.
En 2001, il rédige en 90 jours son premier roman policier intitulé Carmen, Nevada (Diamond Dogs), où Neil Garvin, un jeune joueur de football américain de 17 ans, abandonné par sa mère pendant sa petite enfance, vit seul avec son père Chester, le shérif d'une petite ville du Nevada, près de Las Vegas. Un soir, ivre au volant de sa voiture, Neil fauche et tue un piéton. Il cache le cadavre dans le coffre de sa voiture. Persuadé que son fils doit coûte que coûte continuer de jouer au ballon, son père tente d'étouffer l'affaire, mais bientôt des agents du FBI s'en mêlent.
Watt vend à son éditeur les droits nord-américains de son roman un demi-million de dollars, somme dérisoire au regard du gros succès qu'il obtient à sa parution, le New York Times le considérant comme parfaitement représentatif des dérives de la Génération X. Traduit en France en 2003, aux éditions Gallimard, il remporte le Prix Initiales (Printemps) 2004 de l'association des libraires indépendants de France.
Passionné par l'enseignement de l'écriture, Alan Watt a depuis publié une série d'essais pour aider les écrivains en herbe.

## Œuvre

### Romans
- Diamond Dogs (2000) Publié en français sous le titre Carmen, Nevada, traduit par Laetitia Devaux, Paris, Gallimard, La Noire, 2003  (ISBN 2-07-075900-8) ; réédition, Paris, Éditions du Masque, Masque poche no 9, 2013  (ISBN 978-2-7024-3900-5)
- Days Are Gone (2014) Publié en français sous le titre Frontier Hotel, traduit par Claire Breton, Paris, Éditions du Masque, Grands Formats, 2017  (ISBN 978-2-7024-4554-9)

### Essais
- The 90-Day Novel (2010)
- The 90-Day Rewrite (2012)
- My First Novel: Tales of Woe and Glory (2013)
- The 90-Day Screenplay: From Concept to Polish (2013)
- The 90 Day-Play (2014)